# Prix Andrić
Le prix Andrić (en serbe cyrillique : Андрићева награда ; en serbe latin : Andrićeva nagrada) est un prix littéraire serbe attribué par Fondation Ivo Andrić de Belgrade. Attribué chaque année depuis 1975, il est décerné à l'auteur d'un récit ou d'un recueil de nouvelles en langue serbe.
En 2010, le prix n'a pas été attribué.

## Lauréats
Les lauréats du prix sont les suivants :
- 2013 : Drago Kekanović pour Usvojenje (Adoption)
- 2012 : Mirjana Pavlović pour Trpeza bez glavnog jela[2]
- 2011 : Milovan Marčetić pour Izlazak
- 2010 : Non attribué
- 2009 : Milenko Pajić pour Dokumentarne priče, extrait du livre Imam jednu priču za tebe
- 2008 : Mirko Demić pour Molski akordi
- 2007 : Ljiljana Dugalić pour Akt
- 2006 : Goran Petrović pour Razlike[3]
- 2005 : Ljubica Arsić pour Maco da l' me voliš
- 2004 : Jovica Aćin pour Dnevnik o vagini
- 2003 : Mihajlo Pantić pour Ako je to ljubav
- 2002 : Miroslav Toholj pour Mala Azija i priče o bolu
- 2001 : Milorad Pavić pour le cycle Priče sa savske padine et pour Strasne ljubavne priče
- 2000 : Vladan Matijević pour Prilično mrtvi
- 1999 : Aleksandar Gatalica pour Vek
- 1998 : Miroslav Josić Višnjić pour Novi godovi
- 1997 : Danilo Nikolić pour Ulazak u svet
- 1996 : Radovan Beli Marković pour Setembrini u Kolubari
- 1995 : Pavle Ugrinov pour Nikoleta
- 1994 : Vida Ognjenović pour Otrovno mleko maslačka
- 1993 : Živojin Pavlović pour Tavan
- 1992 : Voja Čolanović pour Prirodan odgovor
- 1991 : Milica Mićić Dimovska pour Odmrzavanje
- 1990 : Saša Hadži Tančić pour Zvezdama povezani
- 1989 : Radoslav Petković pour Izveštaj o kugi
- 1988 : Jovan Radulović pour Dalje od oltara
- 1987 : Filip David pour Princ vatre
- 1986 : Mladen Markov pour Starci na selu
- 1985 : Radoslav Bratić pour Slike bez oca
- 1984 : Vidosav Stevanović pour Carski rez
- 1983 : Danilo Kiš pour Enciklopedija mrtvih
- 1982 : David Albahari pour Opis smrti
- 1981 : Svetlana Velmar Janković pour Dorćol
- 1980 : Ćamil Sijarić pour Francuski pamuk
- 1979 : Mirko Kovač pour Slike iz porodičnog albuma Meštrevića
- 1978 : Aleksandre Tišma pour Škola bezbožništva
- 1977 : Milisav Savić pour Ujak naše varoši
- 1976 : Antonije Isaković pour Tren
- 1975 : Dragoslav Mihailović pour Petrijin venac[4].